# Степановская (Выйское сельское поселение)
Степановская — деревня в Верхнетоемском муниципальном округе Архангельской области.

## География
Находится в восточной части области, в подзоне средней тайги, в пределах северной окраины Восточно-Европейской равнины, на левом берегу реки Выя, на расстоянии приблизительно 115 км на северо-восток по прямой от  села Верхняя Тойма, административного центра округа.

## История
В 1859 году здесь (деревня Сольвычегодского уезда Вологодской губернии) было учтено 4 двора. До 2021 года входила в состав Выйского сельского поселения до его упразднения.

## Население
| 2002 | 2010 |
| ---- | ---- |
| 17   | ↘11  |

### Историческая численность населения
Численность населения: 21 человек (1859 год), 14 (русские 100 %) в 2002 году, 11 в 2010.

## Инфраструктура
Личное подсобное хозяйство с зоной сельскохозяйственного использования, индивидуальная застройка усадебного типа.

## Транспорт
Деревня доступна автотранспортом. 
Просёлочные дороги. 